# Норт Гранби (Конектикат)
Норт Гранби (енгл. North Granby) насељено је место без административног статуса у америчкој савезној држави Конектикат.

## Демографија
По попису из 2010. године број становника је 1.944, што је 224 (13,0%) становника више него 2000. године.
| Група             | 2000.         | 2010.         |
| Белци             | 1.654 (96,2%) | 1.836 (94,4%) |
| Афроамериканци    | 10 (0,6%)     | 30 (1,5%)     |
| Азијати           | 16 (0,9%)     | 15 (0,8%)     |
| Хиспаноамериканци | 29 (1,7%)     | 36 (1,9%)     |
| Укупно            | 1.720         | 1.944         |